# 히가시카스가이군

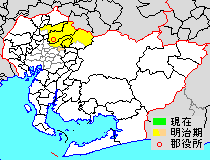
아이치현 히가시카스가이군의 범위(연노랑: 후에 다른 군에 편입된 구역)

히가시카스가이군(東春日井郡)은 일본 아이치현에 있던 군이다.

## 군역
1878년 행정 구역으로 발족 당시의 군역은 아래 구역에 해당한다.
- 나고야시
  - 지쿠사구의 일부
  - 모리야마구 전역
  - 메이토구의 일부
- 세토시의 대부분
- 가스가이시 전역
- 고마키시의 대부분
- 오와리아사히시 전역

## 역사
- 1878년 12월 20일 - 군구정촌 편제법이 아이치현에서 시행되면서 행정 구역으로서의 가스가이군(春日井郡)이 발족.
- 1880년 2월 5일 - 가스가이군이 분할되어 가치가와촌으로 히가시카스가이군(東春日井郡)이 발족.

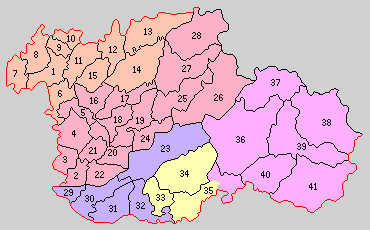
1.고마키정 2.가치가와촌 3.아지요시촌 4.가스가이촌 5.가타야마촌 6.도야마촌 7.와타리촌 8.사카이촌 9.이와사키촌 10.구보이시키촌 11.아지오카촌 12.이케바야시촌 13.오노촌(大野村) 14.오쿠사촌 15.스에촌 16.다라가촌 17.시모하라촌 18.야와타촌 19.오기타촌 20.가니라촌 21.가시와이촌 22.오노촌(小野村) 23.시다미촌(志談村) 24.히나고촌 25.후지촌 26.다마가와촌 27.가미사카촌 28.우쓰쓰촌 29.다카마촌 30.니조촌 31.오바타촌 32.오모리촌 33.인바촌 34.아라이촌 35.야쓰시로촌 36.미즈노촌 37.가케가와촌 38.가미시나노촌 39.시모시나노촌 40.세토촌 41.아카즈촌 (보라: 나고야시, 분홍: 세토시, 빨강: 가스가이시, 주황: 고마키시, 노랑: 오와리아사히시)

- 1889년 10월 1일 - 정촌제 시행으로, 아래의 정촌이 발족.(1정 40촌)

- 고마키정(小牧町): 현 고마키시
- 가치가와촌(勝川村): 현 가스가이시
- 아지요시촌(味美村): 현 가스가이시
- 가스가이촌(春日井村): 현 가스가이시
- 가타야마촌(片山村): 현 가스가이시
- 도야마촌(外山村): 현 고마키시
- 와타리촌(和多里村): 현 고마키시
- 사카이촌(境村): 현 고마키시
- 이와사키촌(岩崎村): 현 고마키시
- 구보이시키촌(久保一色村): 현 고마키시
- 아지오카촌(味岡村): 현 고마키시
- 이케바야시촌(池林村): 현 고마키시
- 오노촌(大野村): 현 고마키시
- 오쿠사촌(大草村): 현 고마키시
- 스에촌(陶村): 현 고마키시
- 다라가촌(田楽村): 현 가스가이시
- 시모하라촌(下原村): 현 가스가이시
- 야와타촌(八幡村): 현 가스가이시
- 오기타촌(小木田村): 현 가스가이시
- 가니라촌(和爾良村): 현 가스가이시
- 가시와이촌(柏井村): 현 가스가이시
- 오노촌(小野村): 현 가스가이시
- 시다미촌(志談村): 현 나고야시
- 히나고촌(雛五村): 현 가스가이시
- 후지촌(不二村): 현 가스가이시
- 다마가와촌(玉川村): 현 가스가이시
- 가미사카촌(神坂村): 현 가스가이시
- 우쓰쓰촌(内津村): 현 가스가이시
- 다카마촌(高間村): 현 나고야시
- 니조촌(二城村): 현 나고야시
- 오바타촌(小幡村): 현 나고야시
- 오모리촌(大森村): 현 나고야시
- 인바촌(印場村): 현 오와리아사히시
- 아라이촌(新居村): 현 오와리아사히시
- 야쓰시로촌(八白村): 현 세토시, 오와리아사히시
- 미즈노촌(水野村): 현 세토시
- 가케가와촌(掛川村): 현 세토시
- 가미시나노촌(上品野村): 현 세토시
- 시모시나노촌(下品野村): 현 세토시
- 세토촌(瀬戸村): 현 세토시
- 아카즈촌(赤津村): 현 세토시
- 이노코이시하라촌은 아이치군 이노코이시촌의 일부이 됨.

- 1891년 4월 1일 - 군제 시행.
- 1892년
  - 1월 29일 - 세토촌이 정제 시행으로 세토정(瀬戸町)이 됨.(2정 39촌)
  - 10월 24일 - 시다미촌의 일부가 분리되어 가미시다미촌(上志段味村)이 발족.(2정 40촌)
- 1893년 3월 28일 - 가치가와촌이 정제 시행으로 가치가와정(勝川町)이 됨.(3정 39촌)
- 1894년
  - 1월 23일 - 사카이촌의 일부(間々·間々原新田)가 분리되어 마마촌(真々村)이 발족.(3정 40촌)
  - 4월 18일 - 사카이촌이 와타리촌의 일부(西之島)를 편입.
- 1906년 7월 16일 - 아래의 정촌 통합이 시행되다.(4정 12촌)
  - 가치가와정 ← 가치가와정, 아지요시촌, 가스가이촌, 가시와이촌
  - 도리이마쓰촌(鳥居松村) ← 오노촌(小野村), 가니라촌
  - 다카키촌(鷹来村) ← 다라가촌, 가타야마촌
  - 시노기촌(篠木村) ← 시모하라촌, 야와타촌, 오기타촌, 히나고촌［堀ノ内·熊野·桜佐·神領］
  - 고조지촌(高蔵寺村) ← 히나고촌［大留］, 후지촌, 다마가와촌
  - 사카시타촌(坂下村) ← 가미사카촌, 우쓰쓰촌
  - 고마키정 ← 도야마촌, 고마키정, 마마촌, 사카이촌, 와타리촌
  - 아지오카촌 ← 이와사키촌, 구보이시키촌, 아지오카촌
  - 시노오카촌(篠岡村) ← 오쿠사촌, 오노촌(大野村), 이케바야시촌, 스에촌
  - 아사히촌(旭村) ← 인바촌, 아라이촌, 야쓰시로촌
  - 시나노촌(品野村) ← 시모시나노촌, 가미시나노촌, 가케가와촌
  - 모리야마정(守山町) ← 다카마촌, 니조촌, 오바타촌, 오모리촌
  - 시다미촌(志段味村) ← 시다미촌(志談村), 가미시다미촌
- 1924년 1월 1일 - 시나노촌이 정제 시행으로 시나노정(品野町)이 됨.(5정 11촌)
- 1925년 8월 26일 - 세토정·아카즈촌·아사히촌의 일부가 합병하여 새로이 세토정이 발족.(5정 10촌)
- 1928년 11월 1일 - 사카시타촌이 정제 시행으로 사카시타정(坂下町)이 됨.(6정 9촌)
- 1929년 10월 1일 - 세토정이 시제 시행으로 세토시(瀬戸市)가 되어, 군에서 이탈.(5정 9촌)
- 1930년 1월 1일 - 고조지촌이 정제 시행으로 고조지정(高蔵寺町)이 됨.(6정 8촌)
- 1943년 6월 1일 - 가치가와정·다카키촌·시노기촌·도리이마쓰촌이 합병하여, 가스가이시(春日井市)가 발족, 군에서 이탈.(5정 5촌)
- 1948년 8월 5일 - 아사히촌이 정제 시행으로 아사히정(旭町)이 됨.(6정 4촌)
- 1951년 5월 3일 - 미즈노촌이 세토시에 편입.(6정 3촌)
- 1954년 6월 1일 - 시다미촌이 모리야마정에 편입. 모리야마정이 시제 시행으로 모리야마시(守山市)가 되어, 군에서 이탈.(5정 2촌)
- 1955년 1월 1일 - 고마키정·아지오카촌·시노오카촌이 합병하여, 고마키시(小牧市)가 발족, 군에서 이탈.(4정)
- 1958년 1월 1일 - 사카시타정·고조지정이 가스가이시에 편입(2정)<ref>
- 1959년 4월 1일 - 시나노정이 세토시에 편입.(1정)
- 1970년 12월 1일 - 아사히정이 개칭과 시제 시행으로 오와리아사히시(尾張旭市)가 됨. 당일 히가시카스가이군은 폐지됨.

## 같이 보기
- 가시가이군
- 니시카스가이군